# Tagebau Borna-West
Der Tagebau Borna-West war ein aus den zwei Tagebauen Borna-Nord (1910–1942) und Borna-Süd (1939–1970) bestehender Tagebau des Mitteldeutschen Braunkohlereviers. Er diente zur Gewinnung von Braunkohle und lag südlich von Leipzig und westlich von Borna. Nach der Stilllegung entstand im Südteil das Speicherbecken Borna.

## Geographische Lage
Die beiden ehemaligen Abbaufelder des Tagebaus Borna-West liegen in der Leipziger Tieflandsbucht westlich von Borna. Das Areal gehört zum Naturraum Bergbaurevier Südraum Leipzig und liegt im Gebiet der Kommunen Borna und Neukieritzsch im sächsischen Landkreis Leipzig. Im Abbaugebiet lag das ursprüngliche Flussbett der Pleiße. 
Der Tagebau Borna-Nord wurde im Nordwesten von der Ortsflur von Lobstädt, im Norden von der Bahnstrecke Neukieritzsch–Chemnitz, im Osten durch das Stadtgebiet von Borna und im Süden durch den späteren Tagebau Borna-Süd begrenzt. Westlich des Tagebaus schloss sich der Tagebau Deutzen (Kraft II) an, der zwischen 1910 und 1963 betrieben wurde.
Der Tagebau Borna-Süd wurde im Norden durch das Gebiet des Tagebaus Borna-Nord begrenzt. Im Osten lag ebenfalls das Stadtgebiet von Borna, gen Südosten bildete die Bundesstraße 93 (früher: F93) die Grenze. Die Südspitze erreichte fast das Altenburger Land. Im Westen schlossen sich die Abbaufelder des Tagebaus Regis (Abbau von 1909 bis nach 1948) und des Tagebaus Deutzen an.
Nach der Renaturierung des Areals entstanden auf dem Gebiet des ehemaligen Tagebaus Borna-West das Speicherbecken Borna im Süden und das Speicherbecken Lobstädt im Norden. Das Areal gehört zum Leipziger Neuseenland.

## Geschichte
Im Gebiet westlich von Borna wurden um 1910 mehrere Tagebaue aufgeschlossen. Neben dem Tagebau Borna-Nord zwischen Borna und Lobstädt waren dies der Tagebau Deutzen im Westen und die  Tagebaue Witznitz I, Victoria und Dora-Helene I im Norden des Tagebaus Borna-West. Der Aufschluss des Tagebaus Borna-West erfolgte 1910 am Fuß der heutigen Hochhalde Borna. Anschließend erfolgte der Abbau im Uhrzeigersinn in westliche und nordwestliche Richtung. 1942 wurde die Förderung im Nordfeld eingestellt.
Im Tagebau Borna-Süd begann 1939 der Aufschluss vor der heutigen Hochkippe im Baufeld Nord. Die Kohle wurde zunächst in Richtung Süd und Südwest abgebaut. Die Beseitigung des Abraums erfolgte durch eine Innenkippe im Tagebau. Der erste Ort, der dem Tagebau weichen musste, war Blumroda. Das Dorf wurde 1952 bis 1957 bis auf wenige Häuser überbaggert. In der Folgezeit wanderte der Tagebau gen Norden. 1958 erfolgte die Verlegung der Pleiße nach Westen. Sie bildete bisher die natürliche Grenze zwischen Görnitz und Deutzen. In dieser Zeit wurde bereits der Ort Hartmannsdorf (1957–1960) und kurz darauf auch Görnitz (1961–1963), zu dem Hartmannsdorf als Ortsteil gehörte, abgebaggert. Um 1963 wurde der westlich gelegene Tagebau Deutzen (Kraft II) wegen wiederholter Rutschungen geschlossen. Die Bewohner von Deutzen, dessen erste Häuser bereits 1961 abgebrochen wurden, siedelte man 1965 auf ein renaturiertes Areal dieses Tagebaus nördlich des Wasserturms Röthigen um (als Neu-Deutzen bezeichnet). Die letzten Häuser von Alt-Deutzen mit der Kirche mussten 1966/67 dem Bagger weichen. 1970 wurde der Tagebau Borna-West geschlossen.
Auf dem Gebiet des Tagebaus Borna-West entstanden zwei Speicherbecken, die dem Hochwasserschutz dienen. Im südlichen Bereich ist dies das Speicherbecken Borna (erbaut 1964–1980), in dem die alten Ortslagen von Blumroda, Görnitz, Hartmannsdorf und Alt-Deutzen verschwanden. Das Speicherbecken Lobstädt im nördlichen Bereich entstand bereits vor 1958.
| Tagebau    | Beginn der Betriebszeit | Ende der Betriebszeit |
| ---------- | ----------------------- | --------------------- |
| Borna-Nord | 1910                    | 1942                  |
| Borna-Süd  | 1939                    | 1970                  |

## Umgesiedelte Orte
| Umsiedlungsort       | Einwohner | Abbaujahr                                               |
| -------------------- | --------- | ------------------------------------------------------- |
| Blumroda             | 560       | 1952–1957                                               |
| Hartmannsdorf        | 230       | 1957–1960                                               |
| Görnitz              | 320       | 1961–1963                                               |
| Alt-Deutzen (Anteil) | 370       | 1961 (Anteil) und 1966/1967 (restlicher Ort mit Kirche) |